# Handball-Oberliga Hamburg/Schleswig-Holstein 2017/18
Die Handball-Oberliga Hamburg/Schleswig-Holstein 2017/18 wurde unter dem Dach der Handballverbände Hamburg und Schleswig-Holstein organisiert und ist die höchste Spielklasse des Verbundes. Die Oberliga - HH / SH ist nach der Bundesliga, der 2. Bundesliga und der 3. Liga eine der vierthöchsten Spielklassen im deutschen Handball.

## Saisonverlauf
Die Handball-Oberliga Hamburg - Schleswig-Holstein 2017/18 war die achte Ausspielung der Handball-Ligasaison.

### Modus
Es wurde eine Hin- und Rückrunde gespielt. Nach Abschluss der daraus resultierenden 26 Spieltage stieg der Meister in die 3. Liga auf, während die letzten drei Mannschaften in die Verbandsligen absteigen mussten. Der Modus war für Männer und Frauen gleich.

## Teilnehmer
Nicht mehr dabei waren die Auf- und Absteiger der Vorsaison. Neu hinzu kamen die Absteiger (A) der 3. Liga und Aufsteiger (N) aus den Verbandsligen.

### Abschlussplatzierungen

Handballverband Hamburg

Handballverband Schleswig-Holstein

| Männer  1. HSG Ostsee Neustadt/Grömitz - 2. SG WIFT Neumünster - 3. THW Kiel 2 - 4. TSV Hürup - 5. FC St. Pauli - 6. TSV Ellerbek (N) - 7. HSG Weddingstedt/Hennstedt/Delve (N) - 8. MTV Herzhorn - 9. SG Hamburg-Nord - 10. HSG Schülp/Westerrönfeld/Rendsburg - 11. VfL Bad Schwartau 2  12. Preetzer TSV  13. HSG Mönkeberg-Schönkirchen (N)  14. TuS Aumühle-Wohltorf (N) | Frauen  1. SC Alstertal-Langenhorn - 2. AMTV Hamburg - 3. FC St. Pauli - 4. SG Todesfelde/Leezen - 5. HSG Holstein Kiel/Kronshagen (N) - 6. TSV Ellerbek - 7. SV Preußen Reinfeld (N) - 8. TSV Altenholz - 9. Bredstedter TSV - 10 ATSV Stockelsdorf - 11. TuS Esingen (N)  12 MTV Herzhorn  13 HG Owschlag-Kropp-Tetenhusen 2  14 SG Niendorf/Wandsetal (N) |

(A) = Absteiger aus der 3. Liga (N) = neu in der Liga
  Meister und Aufsteiger zur 3. Liga 2018/19
- Für die Oberliga 2018/19 qualifiziert